# Mociu
Mociu est une commune de Transylvanie, en Roumanie, dans le județ de Cluj. Elle est composée des villages de Mociu, Boteni, Chesău, Crișeni, Falca, Ghirișu Român, Roșieni, Turmași, Zorenii de Vale.